# Indravati
Die Indravati (Odia: ଇନ୍ଦ୍ରାବତୀ ନଦୀ, Hindi: इंद्रावती नदी, Marathi: इन्द्रावती, Telugu: ఇంద్రావతి నది) ist ein ca. 585 km langer linker Nebenfluss der Godavari, des zweitlängsten Stroms Indiens.

## Verlauf
Die Indravati entspringt in der Dandakaranya-Kette in den Ostghats im indischen Bundesstaat Odisha. Am Oberlauf wird sie von der Indravati-Talsperre aufgestaut. Ein Großteil des Wassers wird zu Zwecken der Energieerzeugung und Bewässerung zum Hati, einem Nebenfluss des Tel, umgeleitet. Unterhalb der Talsperre fließt die Indravati nach Westen an den Städten Nabarangpur, Kotpad und Jagdalpur vorbei nach Chhattisgarh, wo sie im Distrikt Bastar eine der unberührtesten und schönsten Regionen des Landes durchfließt. An der Einmündung der rechten Nebenflüsse Pamulgatami, Parlkota wendet sie sich nach Süden und bildet auf den letzten 125 km die Grenze zwischen den zentralindischen Staaten Maharashtra and Chhattisgarh. Nach rund 585 km mündet sie von Norden in die Godavari.

## Sehenswürdigkeiten
Die Indravati bildet die Lebensader des Distrikts Bastar. Westlich von Jagdalpur formt der Fluss den bekannten Chitrakot-Wasserfall, den breitesten Wasserfall Indiens. An den Ufern des Flusses im Distrikt Dantewara befindet sich der Indravati-Nationalpark, der meistbesuchte Nationalpark in Chhattisgarh. 